# The Dig
The Dig (с англ. — «Раскоп») — компьютерная игра в жанре квеста, разработанная и изданная компанией LucasArts в 1995 году. «The Dig» была 11-й игрой, использовавшей движок SCUMM, и известна своей связью со Стивеном Спилбергом и длительной разработкой.
Выпущенная только на CD-ROM, игра предназначалась для PC и Macintosh. Игра является полностью озвученной и содержит цифровую оркестровую музыку. Графика игры, большей частью, нарисована от руки; анимационные вставки являются смесью предварительно визуализированного 3D и анимации, нарисованной от руки.
«The Dig» — самая серьёзная из квестов от LucasArts, в ней не содержится ни намёка на буффонаду и очень мало юмора, что резко отличает игру от других квестов компании.

## Сюжет
Радиотелескоп в Борнео засекает неизвестное небесное тело, приближающееся к Земле. Этот объект является огромным астероидом, падение которого может привести к катастрофическим последствиям. Команде из пяти членов предстоит полететь на шаттле «Атлантис» к астероиду, названному Аттилой в честь известного вождя гуннов, и взорвать на его поверхности серию ядерных зарядов, чтобы изменить траекторию полёта объекта и вывести на стабильную орбиту вокруг Земли. Пятеро членов экипажа:
- Коммандер Бостон Лоу (Роберт Патрик) — главный герой игры, астронавт, командир экипажа шаттла.
- Доктор Людгер Бринк (Стивен Блум) — геолог и археолог.
- Мэгги Роббинс (Мэри Уайсс) — журналистка и эксперт по лингвистике.
- Кен Борден (Дэвид Лодж) — пилот шаттла.
- Кора Майлс (Лейлана Джонс) — бортинженер шаттла, техник NASA и кандидат в Конгресс США.

Игра начинается с выхода членов десантной группы — Лоу, Бринка и Роббинс — в открытый космос для установки взрывчатки на поверхности астероида. После взрыва и успешного установления стабильной орбиты Аттилы, трое героев затем исследуют астероид и обнаруживают, что он полый. После активизации астронавтами найденного в глубине астероида инопланетного устройства неизвестного назначения астероид превращается в звездолёт, имеющий форму додекаэдра, и транспортирует исследователей на другую планету. Экипаж начинает исследовать пустынную планету, которую Бринк нарекает Кокитосом в честь мифической реки в Аиде.
Основной целью людей является обнаружение способа возврата домой. Хотя этот мир имеет высокий уровень технологий, он находится в упадке, и признаков обитания разумных существ не обнаруживается. Основной темой игры является ксеноархеология. Игроку необходимо исследовать Кокитос, найти способ оживить древние устройства и узнать судьбу цивилизации, построившей все эти сооружения.
Вскоре после прибытия астронавтов на Кокитос Бринк погибает, провалившись в скрытую полость под землёй. Но Лоу находит склад странных зелёных кристаллов, которые могут оживлять мёртвых. С их помощью он возвращает Бринка к жизни, однако воскресший Бринк со временем начинает вести себя всё более и более неадекватно, кристаллы оказали разрушающее влияние на его психику.
Позже Лоу находит запечатанные в пирамиде останки инопланетянина, который, по всей видимости, занимал важный пост. Лоу оживляет его, и инопланетянин рассказывает (Мэгги Роббинс переводит его рассказ), что эта инопланетная раса совершила два очень спорных открытия. Первым было изобретение кристаллов, которые «возвращали жизнь, но лишали её смысла», а вторым — открытие портала в другое измерение, названное «SpaceTime Six». Все представители инопланетной расы перешли в другое измерение, но так как в том измерении существует огромное количество вероятностей, они не смогли вернуться обратно.
Лоу решает открыть портал, чтобы найти инопланетян и вернуть их, но для портала нужны кристаллы, а все их запасы потратил на себя обезумевший Бринк. Он сооружает машину для производства кристаллов (Лоу помогает ему, найдя важную деталь), но у них разгорается спор из-за дележа полученных кристаллов, и Бринк в схватке с Лоу падает в пропасть и погибает вторично.
Лоу открывает портал (в процессе открытия портала погибает Мэгги), переходит в другое измерение и с помощью силы воли заставляет себя не перемещаться далеко от точки входа. Остальные инопланетяне видят его и возвращаются на свою планету. Они воскрешают Мэгги и Бринка, используя иную технологию (Бринк из-за предыдущего воздействия кристаллов воскресает стариком). После этого герои садятся в кристальный корабль и возвращаются на Землю.

## Новелизация
Писатель-фантаст Алан Дин Фостер, известный в основном книгами, созданными по мотивам художественных фильмов, написал одноимённый роман. События книги несколько расходятся с событиями, представленными в игре — они представляют историю с точки зрения местной расы, а также содержат некоторые детали, которых в игре не было (к примеру, реакцию, которая последовала на Земле после обнаружения Аттилы). В качестве обложки для книги использован первоначальный вариант иллюстрации обложки диска, на котором изображены не три, а четыре астронавта (этот вариант, после изменений сюжета игры, был отретуширован).

## Оценки и мнения
| Награды              | Награды                                                           |
| Издание              | Награда                                                           |
| -------------------- | ----------------------------------------------------------------- |
| Rock, Paper, Shotgun | Рейтинг лучших приключенческих игр всех времён (2015), 10-е место |

В 2015 году издание Rock, Paper, Shotgun поставило The Dig на 10-е место своего рейтинга лучших приключенческих игр всех времён.